# Ludwig Ross

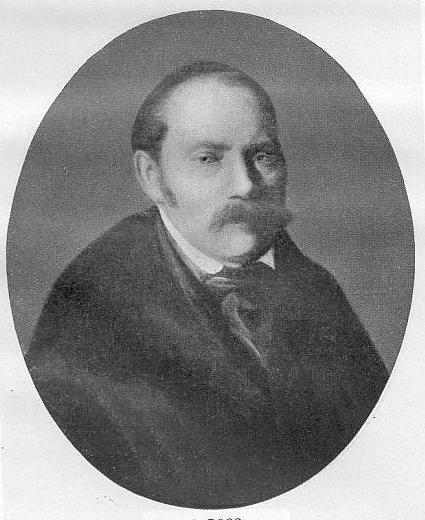

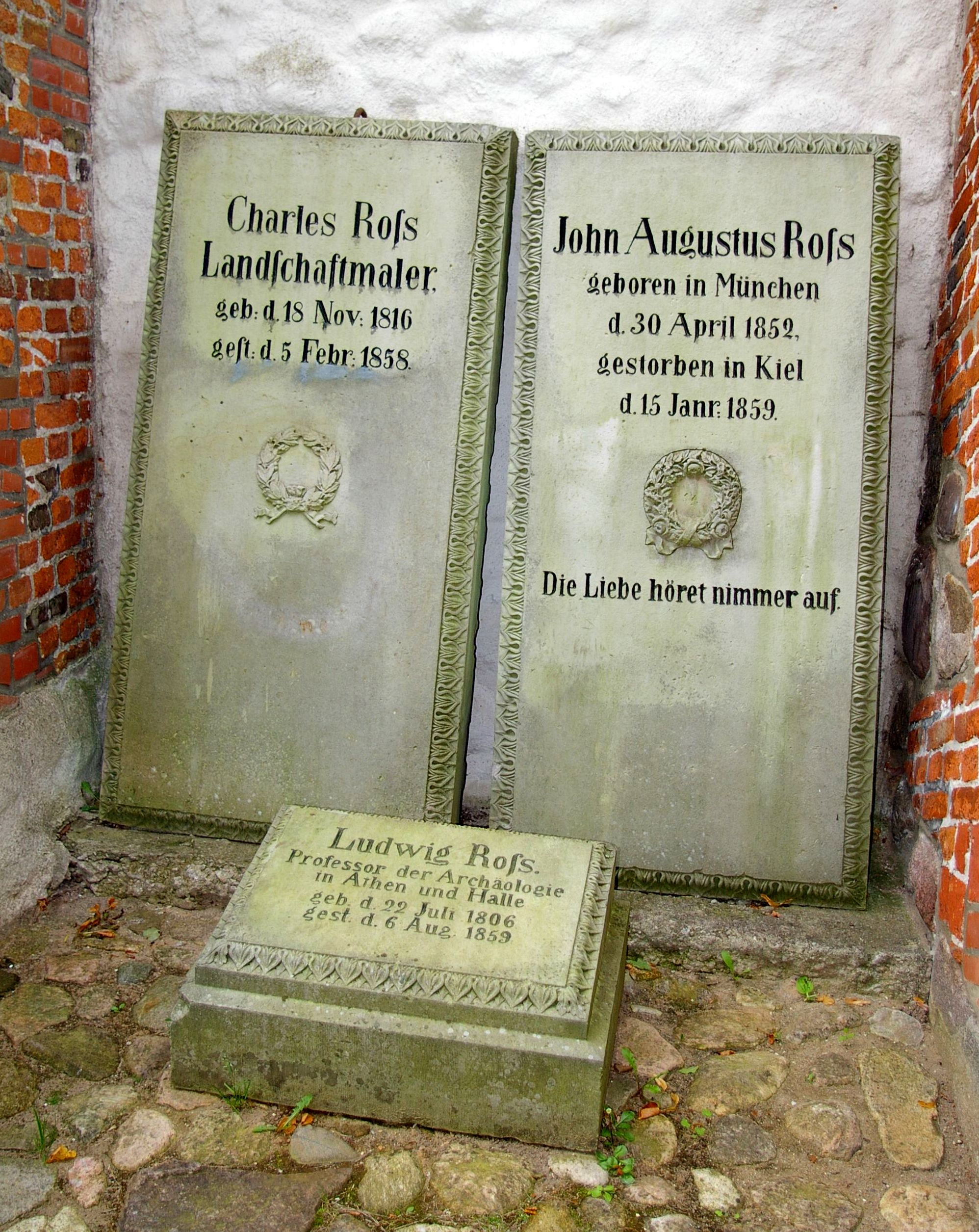
Grabsteine der Brüder Ross in Bornhöved

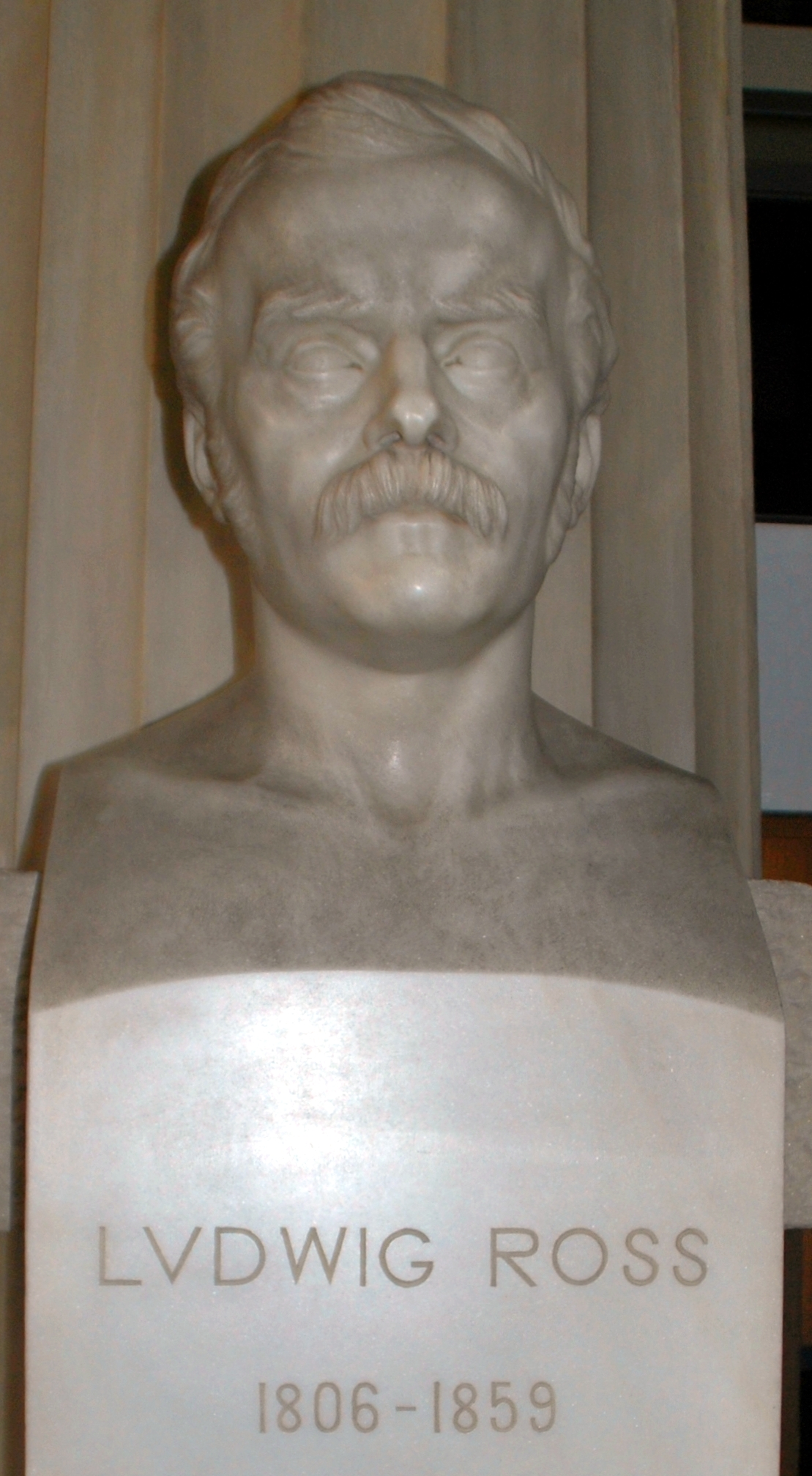
Gedenkbüste in der Bibliothek des Deutschen Archäologischen Instituts Athen.

Ludwig Ross (* 22. Juli 1806 in Bornhöved; † 6. August 1859 in Halle an der Saale) war ein deutscher Klassischer Archäologe und Philologe.

## Leben
Die Familie von Ludwig Ross stammte aus dem nördlichen Schottland. Ludwigs Vater, Colin Ross, war mit Juliane Auguste Remin verheiratet und bewirtschaftete den Hof Altekoppel in Ruhwinkel bei Bornhöved. Aus der Ehe gingen zahlreiche Kinder hervor, darunter der Maler Karl Ross und der Orthopäde Gustav Ross.
Ludwig Ross studierte an der Christian-Albrechts-Universität in Kiel Klassische Philologie. Nachdem er dort mit einer Arbeit über Aristophanes’ Komödie Die Wespen promoviert worden war, unternahm er seit 1832 ausgedehnte Studienreisen durch Griechenland, Westkleinasien und Zypern. Er gewann bald die Gunst König Ottos I. aus dem Haus Wittelsbach, der Griechenland von 1832 bis 1862 regierte. Ross wurde königlicher Beauftragter (Ephoros) für die Aufsicht über die antiken Denkmäler und 1837 erster Professor für Archäologie an der neu gegründeten Universität Athen. 1836 ernannte in die Preußische Akademie der Wissenschaften und 1837 die Bayerische Akademie der Wissenschaften zum korrespondierenden Mitglied. 1843 musste König Otto I. auf Druck der Einheimischen viele Ausländer aus dem gehobenen Staatsdienst entlassen. Dies betraf auch Ross. Er kehrte nach Deutschland zurück und erhielt mit Hilfe seines Freundes Alexander von Humboldt 1845 den Ruf auf eine Professur für Klassische Archäologie an der Universität Halle.
Ross war in Halle der erste Professor, der sich ausschließlich der archäologischen Forschung widmen konnte. Seine liberale Haltung führte ihn in die fortschrittlichen Kreise der Stadt ein: Neben Robert Franz und Max Duncker gehörte zu seinen Vertrauten auch der Buchhändler Carl Gustav Schwetschke, dessen Nichte Emma Karoline Auguste, Tochter des Bruders Carl Ferdinand, er heiratete. Sein Wohnhaus in Halle, die heutige denkmalgeschützte Villa Ross, ließ er im Neumarktviertel in den Jahren 1853–1854 im klassizistischen Stil erbauen.
1850 veröffentlichte er ein Buch über seine Reisen durch Westkleinasien, in dem er dafür warb, an der dortigen Küste deutsche Kolonisten anzusiedeln.
Ross war wie seine Brüder Karl und Gustav ein holsteinischer Patriot, der sich für die Unabhängigkeit des Herzogtums vom dänischen Königreich einsetzte. Er erkrankte bereits mit 40 Jahren schwer an einem Rückenmarksleiden, und das Scheitern des schleswig-holsteinischen Unabhängigkeitskrieges von 1848–1851 scheint ihm seinen Lebensmut geraubt zu haben. Er nahm sich 1859 nach langer Krankheit das Leben.
Seine Verdienste um die Archäologie sind erheblich: Er führte die ersten systematischen Ausgrabungen auf der Akropolis von Athen durch, wobei er von der damals noch üblichen Vorgehensweise, vor allem nach Kunstobjekten zu suchen, abwich, indem er auch dem Fundkontext Beachtung schenkte.
Wie der Großteil der Archäologen seiner Zeit, die als Altphilologen ausgebildet worden waren, beschäftigte auch Ross sich weiterhin auch mit der Philologie. In seinem Werk Italiker und Gräken. Sprachen die Römer Sanskrit oder Griechisch? aus dem Jahr 1858 stellte Ross die These auf, dass sich die Lateinische Sprache aus griechischen Dialekten entwickelt habe. Dies widersprach dem damaligen (und heutigen) Stand der Sprachforschung; Ross wandte sich insbesondere gegen Theodor Mommsens etymologische Untersuchungen, die Indogermanistik und die Forschungen zum Sanskrit. Der Sprachforscher Leo Meyer verwarf Ross’ Etymologien und resümierte in einer zeitgenössischen Rezension:

„Das ganze ist nur ein armseliges pasquill auf die Sprachwissenschaft nicht allein, sondern überhaupt auf alle Wissenschaft, und das schlimmste dabei ist, dass es ausgeht von einem professor an einer deutschen Universität.“

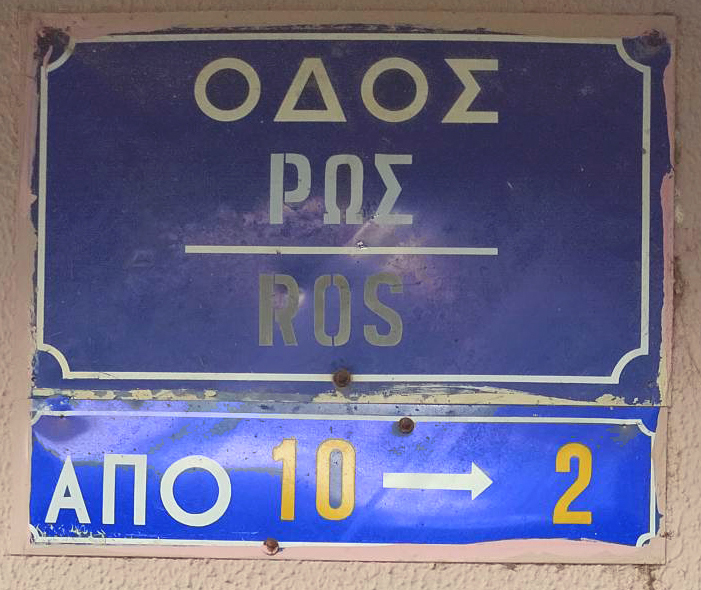
Das Straßenschild der nach Ludwig Ross benannten Odos (Loudovikou) Rōs in Athen.

Am 5. Juni 2008 (Lübecker Nachrichten) und am 7. Juni 2008 (Segeberger Zeitung) erschienen auf der Grundlage einer Pressekonferenz der Fielmann AG große Artikel über Ludwig Ross, da 100 Originalbriefe von ihm gefunden und mit Unterstützung der Fielmann AG erworben worden waren. Diese Briefe wurden durch die Bürgermeisterin von Bornhöved an die Schleswig-Holsteinische Landesbibliothek übergeben und stehen dort der interessierten Fachöffentlichkeit zur Verfügung. In der Bibliothek der Abteilung Athen des Deutschen Archäologischen Instituts wurde 1908 in Gedenken an Ross eine von Walter Lobach geschaffene hermenartige Büste aufgestellt.

## Publikationen (Auswahl)
- mit Eduard Schaubert und Christian Hansen: Die Akropolis von Athen nach den neuesten Ausgrabungen. Erste Abtheilung: Der Tempel der Nike Apteros. Berlin 1839, urn:nbn:de:bsz:16-diglit-9495.
- Reisen auf den griechischen Inseln des ägäischen Meeres. 4 Bände. Stuttgart, Tübingen 1840; 1843; 1845; 1852, urn:nbn:de:bsz:16-diglit-90709.
- Das Theseion und der Tempel des Ares in Athen. Halle 1852, urn:nbn:de:bsz:16-diglit-9507.
- Hellenika. Archiv archäologischer, philologischer, historischer und epigraphischer Abhandlungen und Aufsätze. In: Zeitschrift Halle. (Nur der Jahrgang 1846 erschienen), urn:nbn:de:bsz:16-diglit-90019.
- Archäologische Aufsätze. 2 Textbände und Tafelband. Leipzig 1855/1861 urn:nbn:de:bsz:16-diglit-90527.
- Italiker und Gräken. Sprachen die Römer Sanskrit oder Griechisch? Halle 1858 (Google Books).